# Шелехово (Деражнянский район)
Шелехово (укр. Шелехове) — село в Деражнянском районе Хмельницкой области Украины.
Население по переписи 2001 года составляло 211 человек. Почтовый индекс — 32262. Телефонный код — 3856. Занимает площадь 1,632 км². Код КОАТУУ — 6821580803.

## Местный совет
32262, Хмельницкая обл., Деражнянский р-н, с. Божиковцы, ул. Седзюка, 19